# Attentato del mercato del Carmelo
L'attentato del mercato del Carmelo fu un attentato suicida avvenuto il 1º novembre 2004 al mercato del Carmelo, situato nel cuore del quartiere degli affari di Tel Aviv, in Israele. 3 civili israeliani furono uccisi nell'attentato e oltre 30 persone rimasero ferite.
Il Fronte Popolare per la Liberazione della Palestina, formazione politica e militare comunista palestinese, rivendicò la responsabilità per questo attacco terroristico.

## L'attentato
Il 1º novembre 2004, poco dopo le 11:00 locali, un attentatore suicida palestinese che indossava una cintura esplosiva nascosta sotto i vestiti fece esplodere l'ordigno al mercato del Carmelo situato nel cuore del quartiere degli affari di Tel Aviv.
L'esplosione uccise tre civili e ferì oltre 30 persone.

### Vittime
- Tatiana Ackerman, 32 anni, di Tel Aviv;
- Shmuel Levy, 65 anni, di Giaffa;
- Leah Levine, 64 anni, di Giv'atayim.

### I responsabili
Il gruppo militante marxista-leninista palestinese Fronte Popolare per la Liberazione della Palestina rivendicò la responsabilità dell'attentato e affermò che l'attacco era stato effettuato da un palestinese di 16 anni di nome Amar Alfar originario della città palestinese di Nablus, in Cisgiordania.

## Reazioni internazionali

### Parti coinvolte
- Israele: il portavoce del ministero degli esteri israeliano esortò l'Autorità palestinese a reprimere i militanti armati;[3]
- Autorità nazionale palestinese - Il leader palestinese Yasser Arafat condannò l'attacco e invitò sia i palestinesi che gli israeliani a evitare di uccidere civili;[4]
- Il primo ministro palestinese Ahmed Qurei chiese la fine degli attentati suicidi palestinesi.